# Kreva
Kreva Borgruin (hviderussisk: Крэўскі замак) er ruinen af storfyrsterne Gediminas og Algirdas befæstede residenskompleks i landsbyen Krevo i Hviderusland. Borgen har spillet en vigtig rolle i Storfyrstendømmet Litauens historie. Algirdas' bror Kęstutis blev fængslet og myrdet i Kreva i 1382. Og Krevo-traktaten, der var første skridt på vejen mod etableringen af personalunionen mellem Polen og Litauen, blev underskrevet på borgen tre år senere. Borgen blev erobret og hærget af krimtatarerne i begyndelsen af 1500-tallet og henstod ubeboet i de følgende århundreder. I slutningen af 1800-tallet var store dele af murværket nedbrudt og sunket sammen. Første Verdenskrig tildelte dødsstødet til det allerede nedbrudte bygningskomples, da borgen stod på frontlinjen mellem tyske og russiske tropper. I løbet af 1900-tallet og 2000-tallet er ruinerne flere gange blevet delvis restaureret, men nedbrydningen af ruinen fortsætter.